# Hipomenorreia
Hipomenorreia designa um fluxo menstrual muito escasso. É o oposto de menorragia.